# Palma Nueva
Palma Nueva är en ort i Mexiko.   Den ligger i kommunen Castillo de Teayo och delstaten Veracruz, i den sydöstra delen av landet, 220 km nordost om huvudstaden Mexico City. Palma Nueva ligger 154 meter över havet och antalet invånare är 207.
Terrängen runt Palma Nueva är huvudsakligen platt, men åt sydväst är den kuperad. Palma Nueva ligger uppe på en höjd. Runt Palma Nueva är det ganska tätbefolkat, med 166 invånare per kvadratkilometer. Närmaste större samhälle är Álamo, 16,6 km nordväst om Palma Nueva. Trakten runt Palma Nueva består till största delen av jordbruksmark.